# 18 مارس
- السبت
- الأحد
- الاثنين
- الثلاثاء
- الأربعاء
- الخميس
- الجمعة

- 11 رمضان 1446  هـ
- 22 رمضان 1446  هـ
- 33 رمضان 1446  هـ
- 44 رمضان 1446  هـ
- 55 رمضان 1446  هـ
- 66 رمضان 1446  هـ
- 77 رمضان 1446  هـ
- 88 رمضان 1446  هـ
- 99 رمضان 1446  هـ
- 1010 رمضان 1446  هـ
- 1111 رمضان 1446  هـ
- 1212 رمضان 1446  هـ
- 1313 رمضان 1446  هـ
- 1414 رمضان 1446  هـ
- 1515 رمضان 1446  هـ
- 1616 رمضان 1446  هـ
- 1717 رمضان 1446  هـ
- 1818 رمضان 1446  هـ
- 1919 رمضان 1446  هـ
- 2020 رمضان 1446  هـ
- 2121 رمضان 1446  هـ
- 2222 رمضان 1446  هـ
- 2323 رمضان 1446  هـ
- 2424 رمضان 1446  هـ
- 2525 رمضان 1446  هـ
- 2626 رمضان 1446  هـ
- 2727 رمضان 1446  هـ
- 2828 رمضان 1446  هـ
- 2929 رمضان 1446  هـ
- 301 شوال 1446  هـ
- 312 شوال 1446  هـ
- 13 شوال 1446  هـ
- 24 شوال 1446  هـ
- 35 شوال 1446  هـ
- 46 شوال 1446  هـ

18 مارس أو 18 آذار أو يوم 18 \ 3 (اليوم الثامن عشر من الشهر الثالث) هو اليوم السابع والسبعون (77) من السنة البسيطة، أو اليوم الثامن والسبعون (78) من السنوات الكبيسة وفقًا للتقويم الميلادي الغربي (الغريغوري). يبقى بعده 288 يوما لانتهاء السنة.

## أحداث
- 1874 - جزر هاواي تتلقى حق التجارة مع الولايات المتحدة.
- 1913 - اغتيال ملك اليونان جورج الأول في سالونيك، وابنه قسطنطين يخلفه على العرش.
- 1932 - انتهاء الحرب بين الصين واليابان.
- 1939 - قوات الجنرال فرانسيسكو فرانكو تدخل إلى العاصمة الإسبانية مدريد.
- 1959 - جزر هاواي تصبح الولاية رقم خمسين من الولايات الأمريكية (رسميًا كان في 21 أغسطس).
- 1962 - التوقيع على اتفاقيات إيفيان بين الحكومة الجزائرية المؤقتة وفرنسا.
- 1963 - افتتاح مطار القاهرة الدولي.
- 1965 - رائد الفضاء السوفيتي أليكسي ليونوف يقوم بأول خروج في الفضاء.
- 1977 - اغتيال رئيس جمهورية الكونغو ماريان نغوابي.
- 1980 - إسرائيل ترفض بناء جامعة عربية في القدس.
- 1988 - منتخب العراق لكرة القدم يفوز بكأس بطولة الخليج التاسعة المقامة في المملكة العربية السعودية.
- 1990 - إجراء أول انتخابات حرة في ألمانيا الشرقية.
- 2004 - سلطة الحدائق الإسرائيلية تهدم جزء من سور مقبرة الرحمة المحاذية للمسجد الأقصى والتي تحوي رفات قبور للصحابة والتابعين والعلماء المشهورين.
- 2009 - أمير الكويت الشيخ صباح الأحمد الجابر الصباح يأمر بحل مجلس الأمة بعد احتدام الصدام بين السلطتين التنفيذية والتشريعية وذلك بعد أقل من عام على انتخابه.
- 2011 -
  - انطلاقة أول شرارة من الثورة السورية وخروج العديد من المظاهرات من مدينة درعا والجامع الأموي بدمشق ومن حمص القديمة وحماه ومختلف مناطق سوريا.
  - مقتل عشرات من متظاهري ثورة الشباب اليمنية برصاص مسلحين في ساحة التغيير بصنعاء في أحداث جمعة الكرامة.
- 2012 - البرلمان الألماني ينتخب يواخيم غاوك رئيسًا جديدًا ليخلف كريستيان فولف في المنصب بعد أن استقال بسبب فضيحة مالية.
- 2013 - بدء أول جلسات مؤتمر الحوار الوطني الشامل، في العاصمة اليمنية صنعاء تحت شعار «بالحوار نصنع المستقبل».
- 2015 - هُجومٌ إرهابيّ على متحف باردو في تونس العاصمة يُسفر عن مقتل 24 شخصًا بينهم 20 سائح وتونسيان والمسلحين.
- 2016 - إلقاء القبض على صلاح عبد السلام أهم المشتبه فيهم في هجمات 13 نوفمبر 2015 في باريس في بروكسل.
- 2018 - الجيشان التُركيّ والسُوريّ الحُر يُعلنان سيطرتهما على مدينة عفرين بعد 57 يومًا على انطلاق عمليَّة غصن الزيتون ضدَّ وحدات حماية الشعب الكُرديَّة.
- 2022 - افتتاح جسر جنق قلعة 1915 الرابط بين آسيا وأوروبا فوق مضيق الدردنيل ليُصبح أطول جسر مُعلَّق في العالم حتَّى تاريخه.
- 2025 - نجاة رئيس الصومال حسن شيخ محمود من محاولة اغتيال نفذتها حركة الشباب بالقرب من فيلا الصومال في العاصمة مقديشو، سقط في العملية 10 قتلى وأصيب 20 آخرين.

## مواليد
- 1690 - كريستيان غولدباخ، عالم رياضيات ألماني.
- 1813 - فريدريش هيبل، كاتب ألماني.
- 1828 - ويليام راندال كريمر، سياسي بريطاني حاصل على جائزة نوبل للسلام عام 1903.
- 1837 - جروفر كليفلاند، رئيس الولايات المتحدة الثاني والعشرون والرابع والعشرون.
- 1844 - نيكولاي ريمسكي كورساكوف، موسيقي روسي.
- 1858 - رودولف ديزل، مخترع ألماني.
- 1869 - نيفيل تشامبرلين، رئيس وزراء المملكة المتحدة.
- 1893 - ويلفريد أوين، شاعر بريطاني.
- 1913 -
  - فيرنر مولديرز، عسكري ألماني.
  - مولود فرعون، كاتب جزائري.
- 1914 - محمود إسماعيل، مخرج مصري.
- 1922 - مهدي آذر اليزدي، كاتب قصصي وشاعر إيراني.
- 1928 - فيديل فالديس راموس، رئيس الفلبين.
- 1930 - هالة شوكت، ممثلة سورية.
- 1936 - فريديريك ويليم دي كليرك، رئيس جنوب أفريقيا حاصل على جائزة نوبل للسلام عام 1993.
- 1938 - شاشي كابور، ممثل هندي.
- 1943 - مروان الخاطر، شاعر وصحفي وإذاعي سوري.
- 1947 - أحمد الطرابلسي، حارس مرمى كرة قدم كويتي من أصل لبناني.
- 1950 -
  - براد دوريف، ممثل أمريكي.
  - نبيل ياسين، شاعر وصحفي وكاتب عراقي.
- 1952 - هويدا، ممثلة مصرية.
- 1963 - فانيسا ويليامز، ممثلة ومغنية أمريكية.
- 1964 - يوكو كانو، ملحنة يابانية.
- 1968 - شينيتشيرو ميكي، ممثل أداء صوتي ياباني.
- 1970 -
  - أمل عرفة، ممثلة سورية.
  - هند عاكف، ممثلة مصرية.
- 1977 -
  - داني ميرفي، لاعب كرة قدم إنجليزي.
  - ويلي سانيول، لاعب كرة قدم فرنسي.
- 1980 -
  - صوفيا مايلز، ممثلة إنجليزية.
  - سيباستيان فري، حارس مرمى كرة قدم فرنسي.
- 1984 - مشاعل، مغنية لبنانية.
- 1985 - هند البلوشي، ممثلة كويتية.
- 1987 - ماورو زاراتي، لاعب كرة قدم أرجنتيني.
- 1988 - سكينة بوخريص، مغنية مغربية.
- 1991 - هنوف السعدون، ممثلة كويتية.
- 1992 - فرجاني ساسي، لاعب كرة قدم تونسي
- 1993 - نيرمين محسن، ممثلة سعودية.

## وفيات
- 1584 - إيفان الرابع، قيصر روسيا.
- 1745 - روبرت والبول، رئيس وزراء المملكة المتحدة.
- 1913 - جورج الأول، ملك اليونان الثاني.
- 1965 - فاروق الأول، ملك مصر و السودان.
- 1977 - ماريان نغوابي، رئيس جمهورية الكونغو.
- 1983 - نصري شمس الدين، مغني لبناني.
- 1994 - يحيى شاهين، ممثل مصري.
- 1996 - أوديسو إليتيس، شاعر يوناني حاصل على جائزة نوبل في الأدب عام 1979.
- 2009 - ناتاشا ريتشاردسون، ممثلة بريطانية.
- 2011 -
  - وارن كريستوفر، وزير خارجية الولايات المتحدة.
  - رابحة، مغنية كويتية.
  - رشا فاروق، ممثلة مصرية.
  - جمال الشرعبي، مصور صحفي يمني.
- 2017 - تشاك بيري، عازف جيتار أمريكي ورائد موسيقى الروك أند رول.
- 2020 - الطيب عبد الرحيم، سياسي فلسطيني وأمين عام الرئاسة.
- 2021 -
  - شاكر عبدالحميد، مترجم مصري.
  - منى بدر، ممثلة مصرية.

## أعياد ومناسبات
- يوم الطبيب المصري
- يوم العلم في أروبا.
- عيد الأم في نيجيريا.

## وصلات خارجية
- وكالة الأنباء القطريَّة: حدث في مثل هذا اليوم.
- النيويورك تايمز: حدث في مثل هذا اليوم.
- BBC: حدث في مثل هذا اليوم.